# 博多三氣

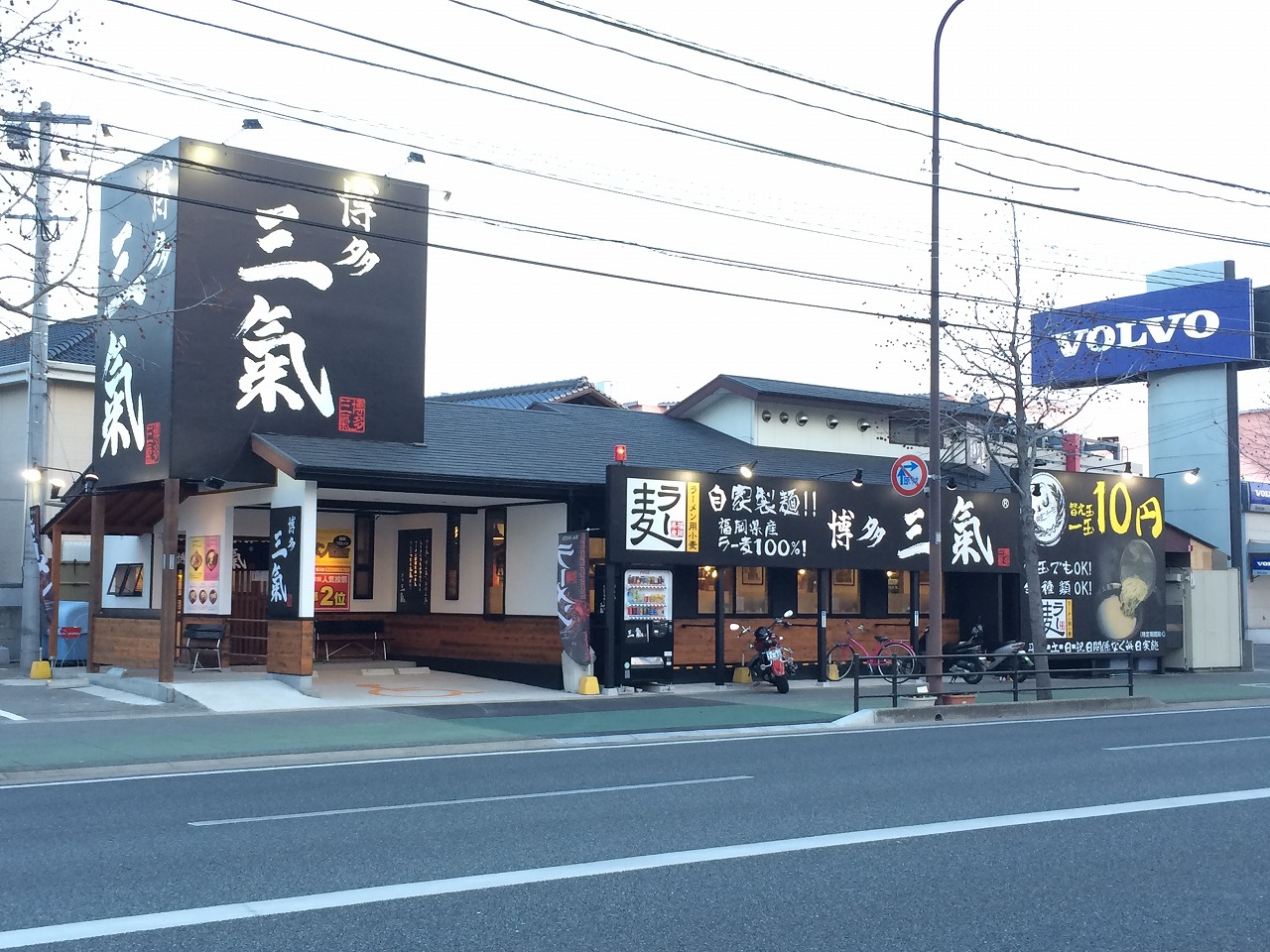
姪浜大通り福重店

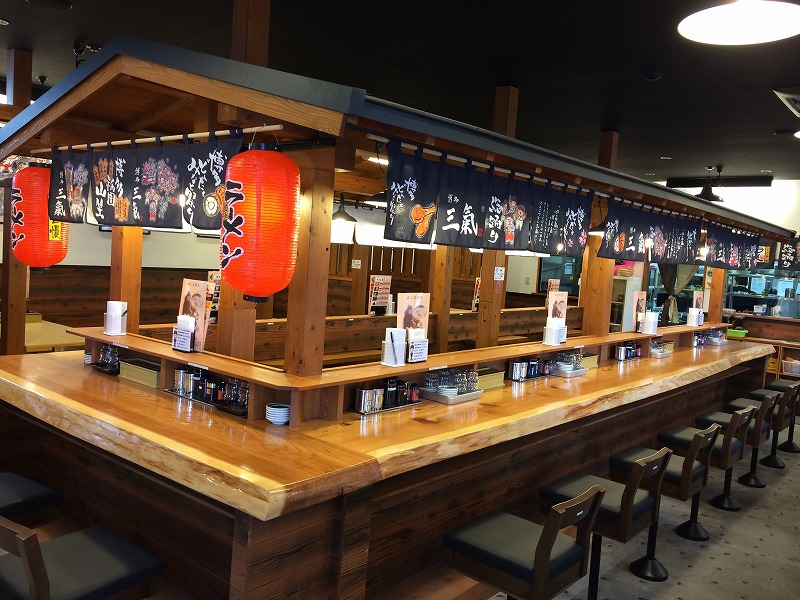
姪浜大通り福重店店内

株式会社博多三氣（はかたさんき）は、博多ラーメン専門店として福岡市近郊を中心に展開しているラーメンのチェーン店である。

## 概要
創業は2008年（平成20年）10月、福岡市南区向野に野間店を開業。同年11月には、太宰府市へ工場機能を併設した水城店を出店した。
屋号「博多三氣」は、社訓の3つの氣。「やる氣」「げん氣」「負けん氣」。この3つの想いがあれば、しっかりした生き方ができるという創業者の岩本志郎の人生観が込められている。
基本的に食券購入による前金制だが、現金でも追加注文が出来るようになっている。
オーダー方法
- 麺の堅さ（バリ硬・硬・普通・軟）
- ねぎの量（ネギ山・普通・ネギ無し）

## 特徴
- スープは、主に九州豚の頭骨を使用し、乳白色であっさりとした味になっている。
- すべてのラーメンで替玉1玉10円で何玉でも土日祝日関係なく、ほぼ毎日提供してる。

　（特定期間を除く。イオンモール香椎浜店は別業態のため除く。）
- 麺は、福岡県産のラー麦を100％使用した自家製麺で、同社グループの工場で生産されている。生産量とコスト面から、100％使用しているラーメン店は少数である。一般的に博多ラーメンに使われる極細なストレート麺は加水率が25％前後と低いためコシがなく、茹で伸びしやすい。ラー麦は、コシが強く、ゆで伸びしにくいなどの福岡のストレートな細麺に合った特性を備えている。
- 店内は、博多祇園山笠と博多どんたく、屋台をモチーフとした店づくりになっている。
- ねぎは、青ネギを使用している。ねぎ大盛りは無料で、替玉の際も無料でねぎをつけてくれる。
- 辛子高菜は、店内では無料で提供されている。持ち帰りは有料で対応してくれる。

## 店舗一覧
（2020年2月現在）

### 福岡県
福岡市
- 野間店
- 板付店（2023年2月21日～当面の間店内改装のため休業）※ アンテナショップとして2年間運営後閉店した大名店の代わり
- 福大通り片江店
- 姪浜大通り福重店
- 松島原田店
- イオンモール香椎浜店
- イオンスタイル笹丘店（閉店日不詳）

太宰府市
- 水城店

筑紫野市
- 筑紫野店（2022年8月21日閉店）
- ヌードルラボ　ガチメン（上記、筑紫野店の新コンセプト店）
- ゆめタウン筑紫野店（閉店日不詳）

糟屋郡志免町
- イオン福岡東店

糟屋郡新宮町
- 国道3号新宮店

宗像市
- 国道3号宗像店（2023年2月27日～当面の間店内改装のため休業）

直方市
- イオンモール直方店

### 熊本県
熊本市
- ゆめタウンはません店（閉店日不詳）
- 神水店（閉店日不詳）
- 薄場店（2022年3月31日閉店）

八代市
- 八代店（2021年6月27日閉店）

### 愛知県
半田市
- 半田家（2021年11月28日閉店）

## 博多三氣メニュー
- やる氣ラーメン

　　すべてのラーメンのベースとなるスープで、あっさりとした口あたりのラーメン。
- 負けん氣ラーメン

　　焦がしニンニク（マー油）をとんこつスープと絡ませ、こってり感のあるラーメン。
- げん氣ラーメン

　　三氣独自の秘伝の合わせ味噌が入った味噌とんこつラーメン。
- 三氣ラーメン

　　背脂、マー油、特製三氣ミンチによるこってり感と辛みのあるラーメン。
- ラーちゃん

　　九州の新鮮野菜が約350gも入ったラーメン。食べているうちに野菜の甘みがスープに溶け出し、チャンポンのようなスープに変化していく。
- ラーちゃんぽん

　　ラーちゃんの太麺バージョン。新開発のラー麦100%のちゃんぽん麺は150gで食べごたえがある。太麺の替玉はできないが、従来の替玉は10円でできる。
- 焦がし味噌とんこつラーメン

　　2種類の味噌をブレンドし中華鍋で軽く焦がしたところにスープと合わせる本格派。麺は専用の縮れ麺を使用している。
- 替玉

　　特定期間を除いて、土日祝日、時間関係なく1玉10円で提供している。
- 餃子5個　（ラーメンとのセットメニュー）
- 餃子7個
- チャーハン
- 半チャーハン （ラーメンとのセットメニュー）
- ごはん

### 半田家メニュー
- 横浜家系ラーメン